# Vale da Tarentaise

O vale da Tarentaise - Vallée de la Tarentaise  em francês - corresponde à parte alta do Rio Isère, desde a sua nascente até à cidade de  Albertville no departamento francês  Saboia
, na região de  Ródano-Alpes da França.

## Geografia
A Tarantaise toma o nome de uma das seis províncias francesas do departamento da Saboia, e é um alto vale dos Alpes de origem glaciar como o são muitos dos vales alpinos.
Está rodeada a Norte pelo Maciço do Beaufortain e pelo Maciço do Monte Branco, e a Sul Maciço da Vanoise.

## Economia
A Tarantaise  concentra uma das mais fortes densidades mundiais de estações de desportos de inverno como : 
- Courchevel, Méribel, Les Menuires e Val Thorens que forma as chamadas Les Trois Vallées
- La Plagne, Les Arcs e Champagny-en-Vanoise formam Paradiski
- Tignes e Val d'Isère formam o Espace Killy
- La Rosière conjuntamente com a estação de La Thuile o Espace San Bernardo.

Como fazendo parte das Cidades e países de arte e histeoria (fr:Villes et pays d'art et d'histoire), conjuntamente com os desportos de inverno, a região é economicamente rica.
É muito conhecida em frança a raça de vacas Tarentaise pela qualidade da sua carne.

## Imagens

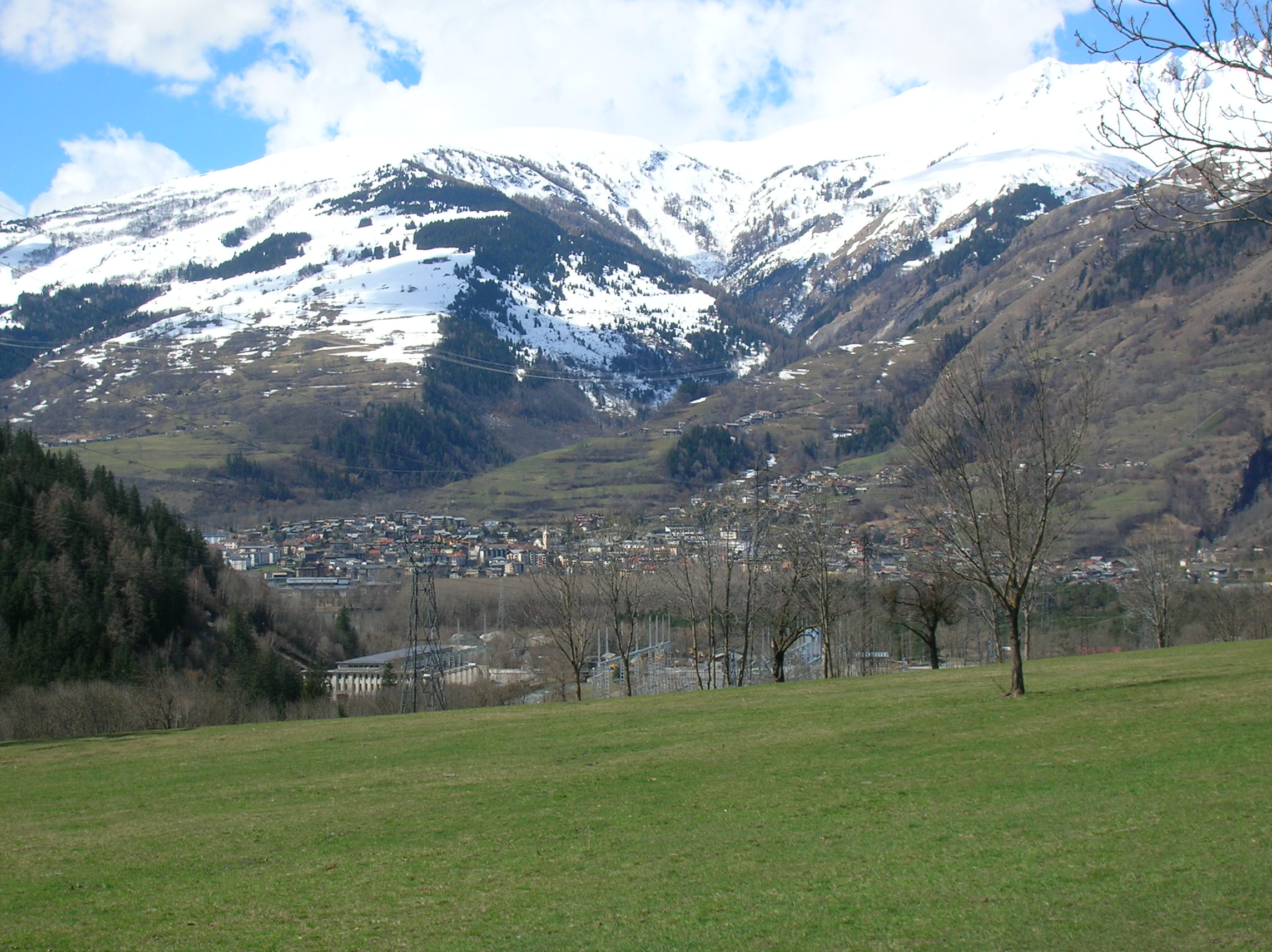
Bourg St Maurice
Les Arcs 2000Les Arcs 2000
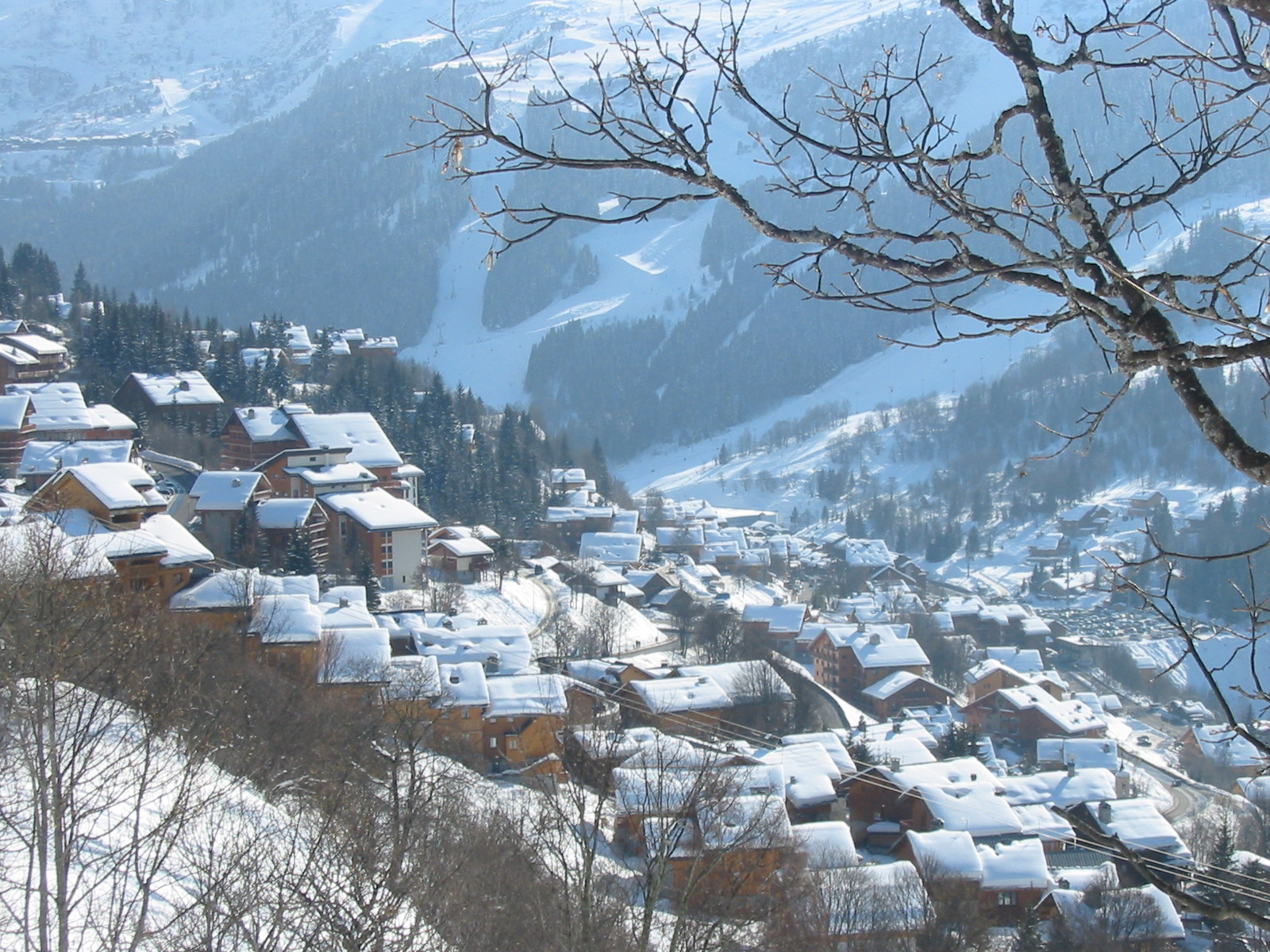
Méribel
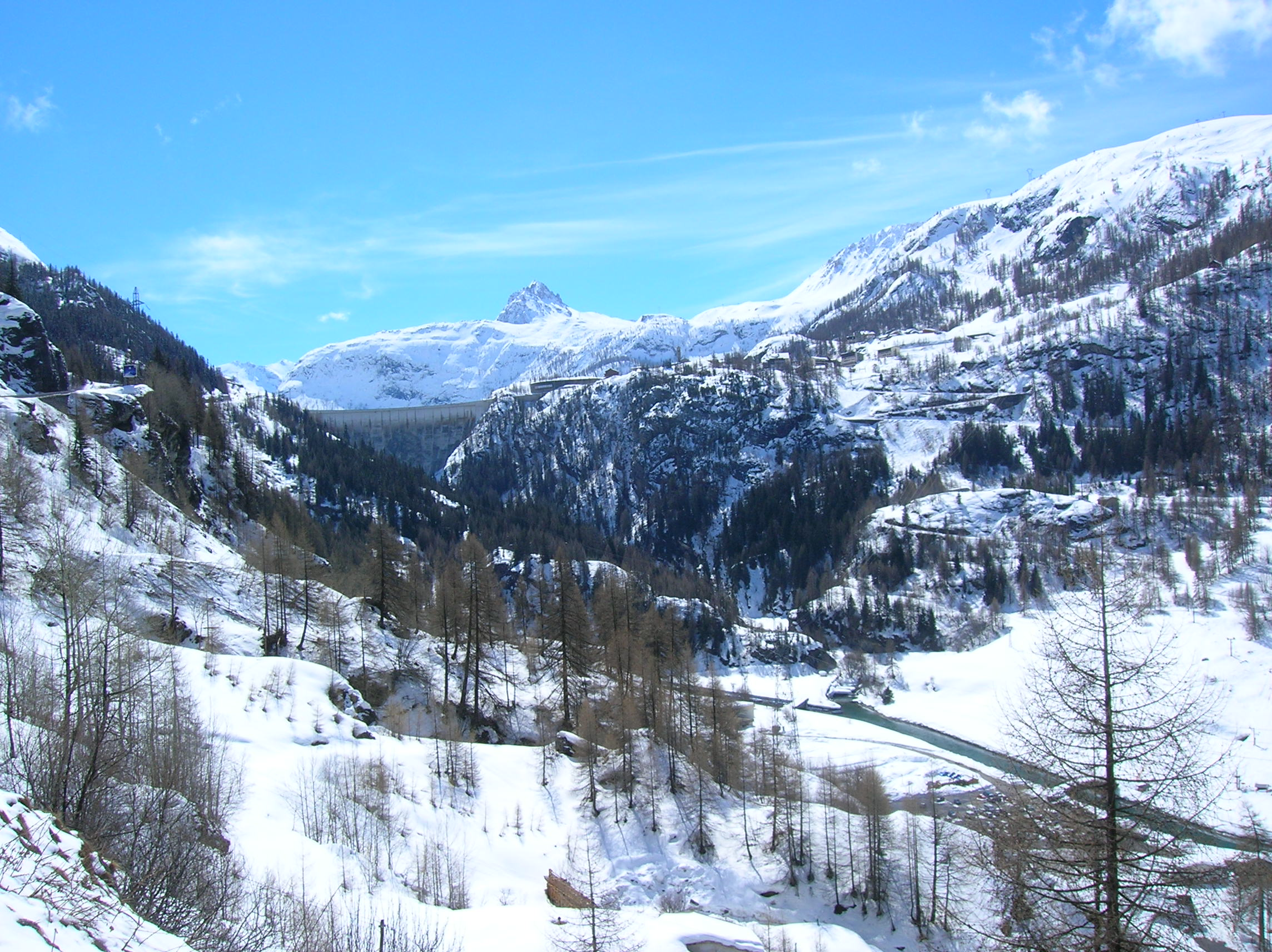
Barrage de Tignes
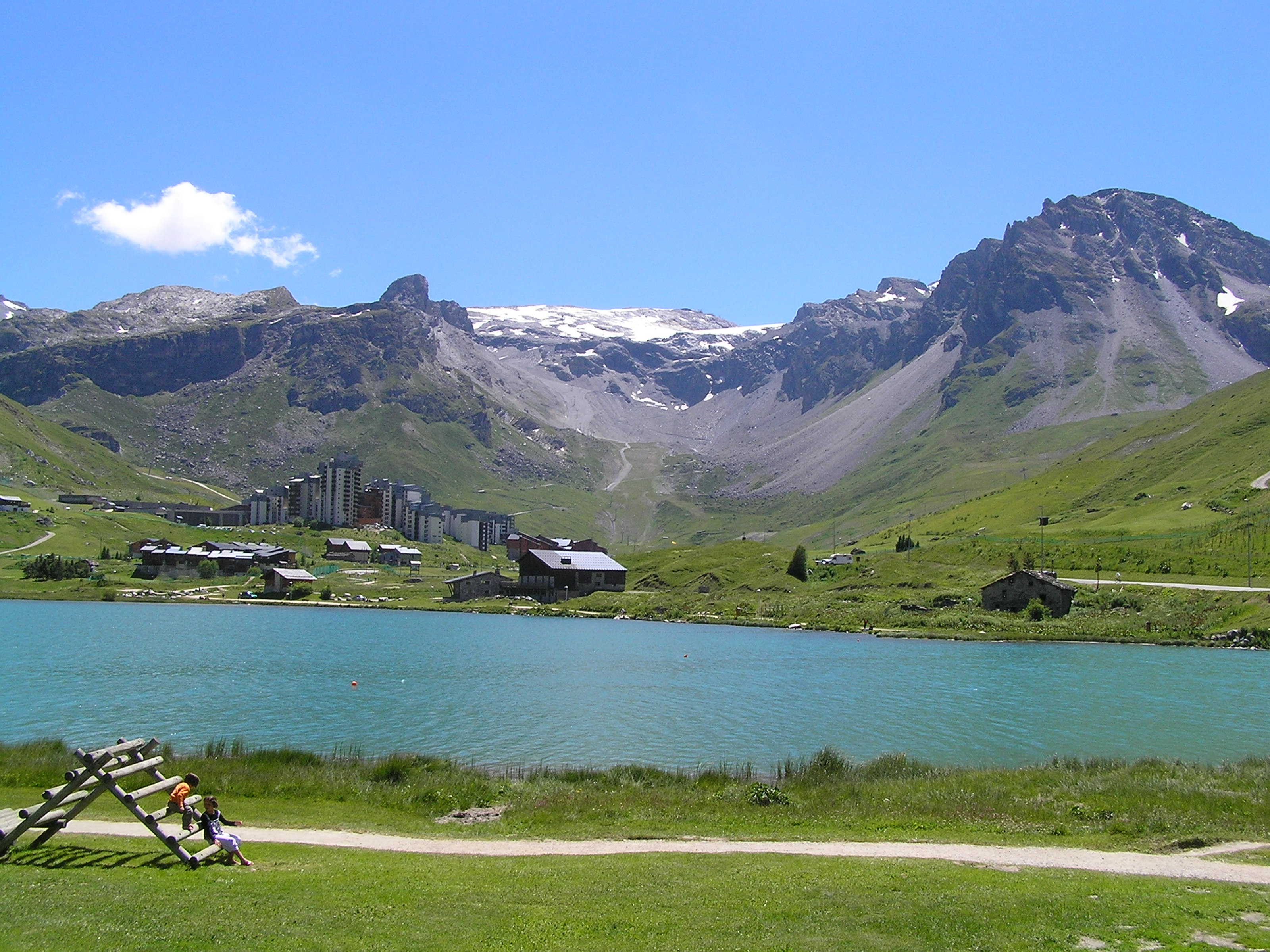
Lago de Tignes
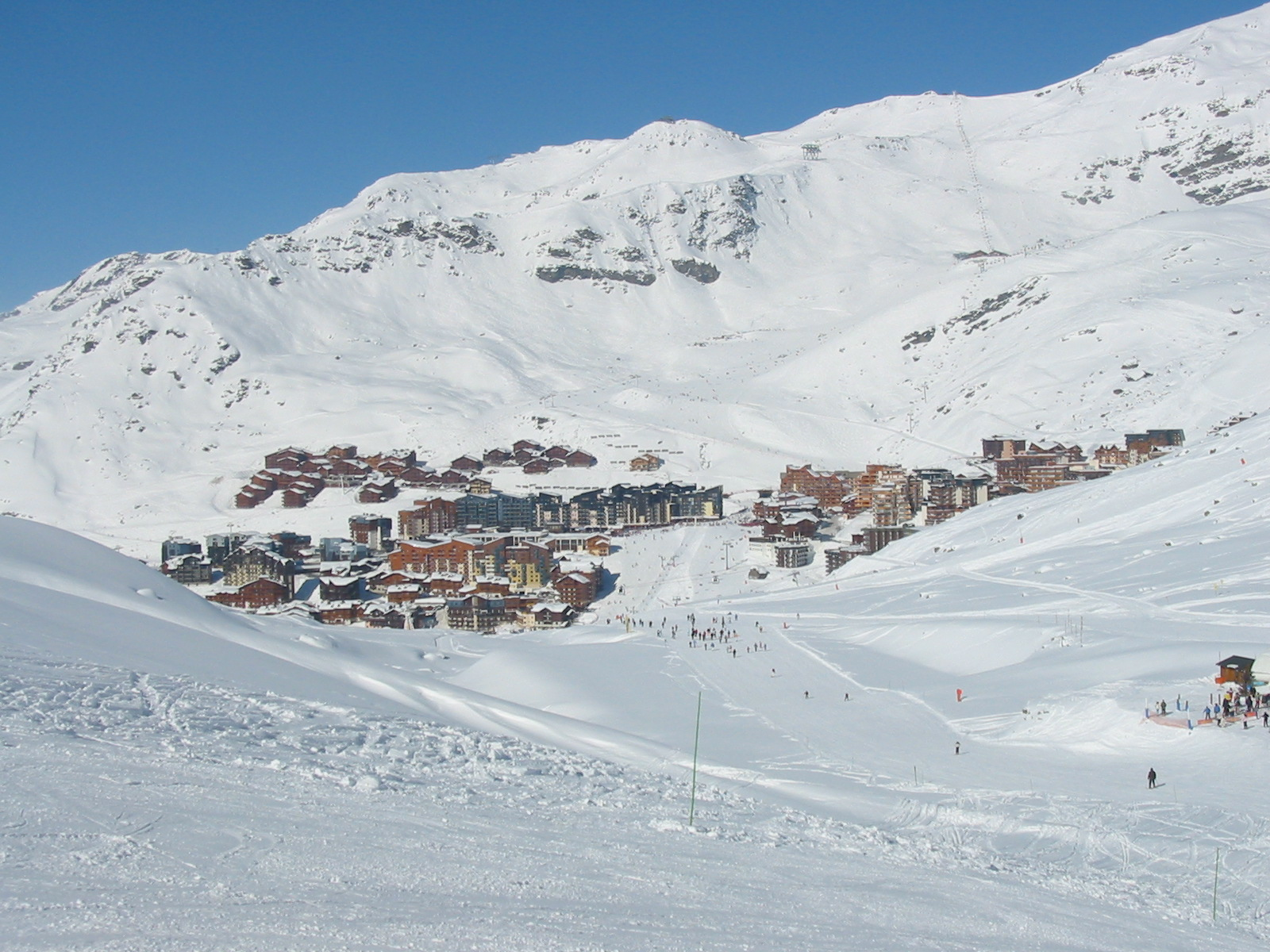
Val Thorens
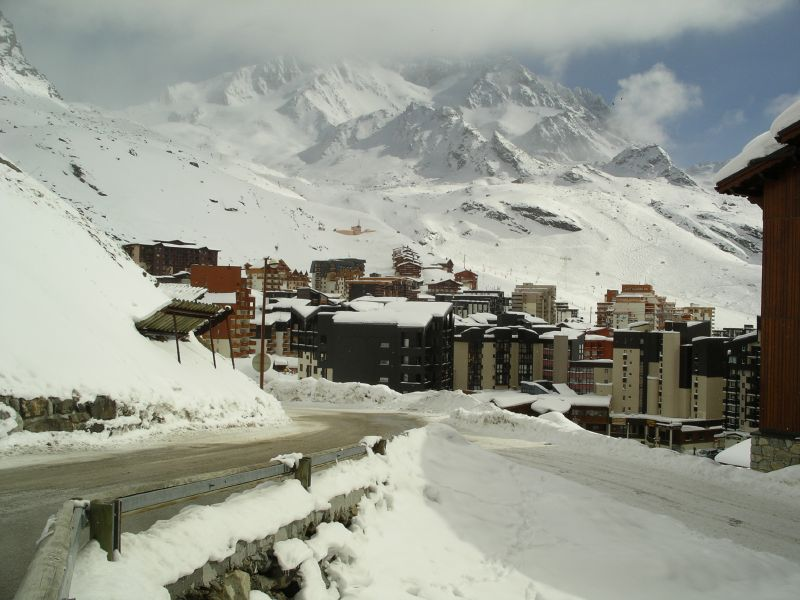
Val Thorens